# Église Notre-Dame-de-l'Assomption de Doudelainville
L'église Notre-Dame-de-l'Assomption de Doudelainville est situé sur le territoire de la commune de Doudelainville dans le département de la Somme, à une quinzaine de kilomètres au sud d'Abbeville.

## Historique
L'église de Doudelainville a été construite au XIVe siècle. Le chœur est protégé au titre des monuments historiques : inscription par arrêté du 4 mars 1926.

## Caractéristiques

### Extérieur
L'église est construite en brique et pierre selon un plan basilical traditionnel. Le chœur, plus étroit que la nef, possède des fenêtres gothiques flamboyantes, il se termine par une abside à trois pans. La nef de quatre travées est coiffée à l'entrée par un clocher quadrangulaire. Ses murs sont percés, de chaque côté, de trois baies ogivales, la première travée proche de l'entrée est percée d'une porte latérale. Les murs de la nef sont renforcés, entre chaque travée, par un contrefort de brique et pierre. La façade ouest, d'une grande simplicité, est percée d'un porche encadré de chaque côté par un puissant contrefort.
Le clocher placé au dessus de l'entrée se termine par un toit recouvert d'ardoise, en forme de flèche.

### Intérieur
Le chœur est voûté d"ogives en pierre, la nef est couverte d'une voûte en berceau. La fenêtre axiale de chœur est garnie de vitraux imagés.
L'église de Doudelainville conserve un certain nombre d’œuvres d'art classées ou inscrites en tant que monuments historiques au titre d'objets :
- du XVIIIe siècle, une statue de la Vierge à l'Enfant en bois doré[2] ;
- un lustre de style Louis XV (XVIIIe siècle)[3] ;
- un litre funéraire aux armes des Morgan de Frucourt (XVIIIe siècle)[4] ;
- deux statues de saint Pierre et saint Paul en bois peint et doré (début XIXe siècle)[5] ;
- du XIXe siècle, un bâton de procession de saint Nicolas et de sainte Catherine,
- une chaire à prêcher avec statuette (XIXe siècle)[6] ;
- un tableau représentant l'Assomption de la Vierge (XIXe siècle)[7] ;
- le maître-autel en bois peint blanc et doré avec deux statues d'anges (XIXe siècle)[8].

## Galerie photographique

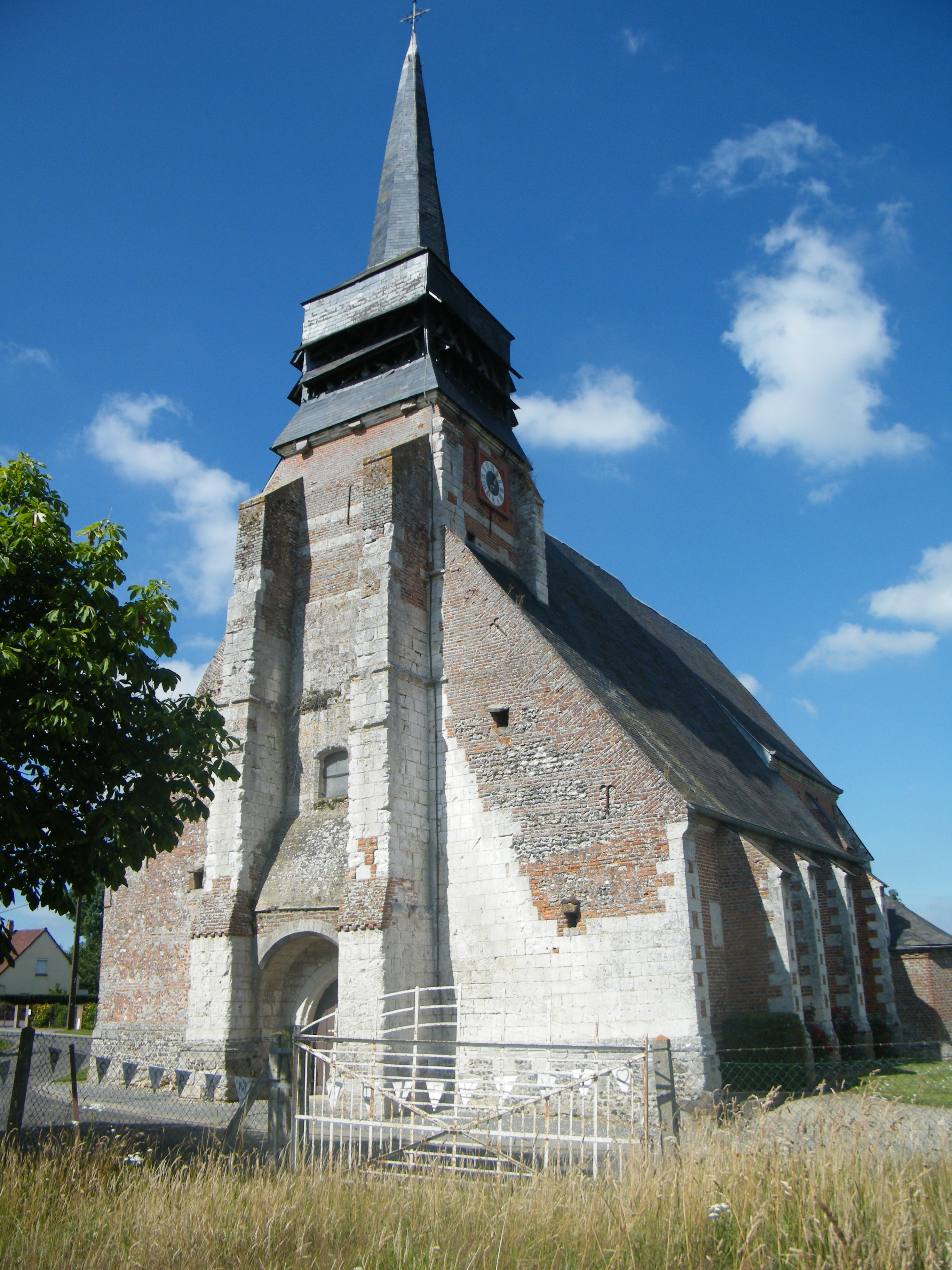
Clocher.
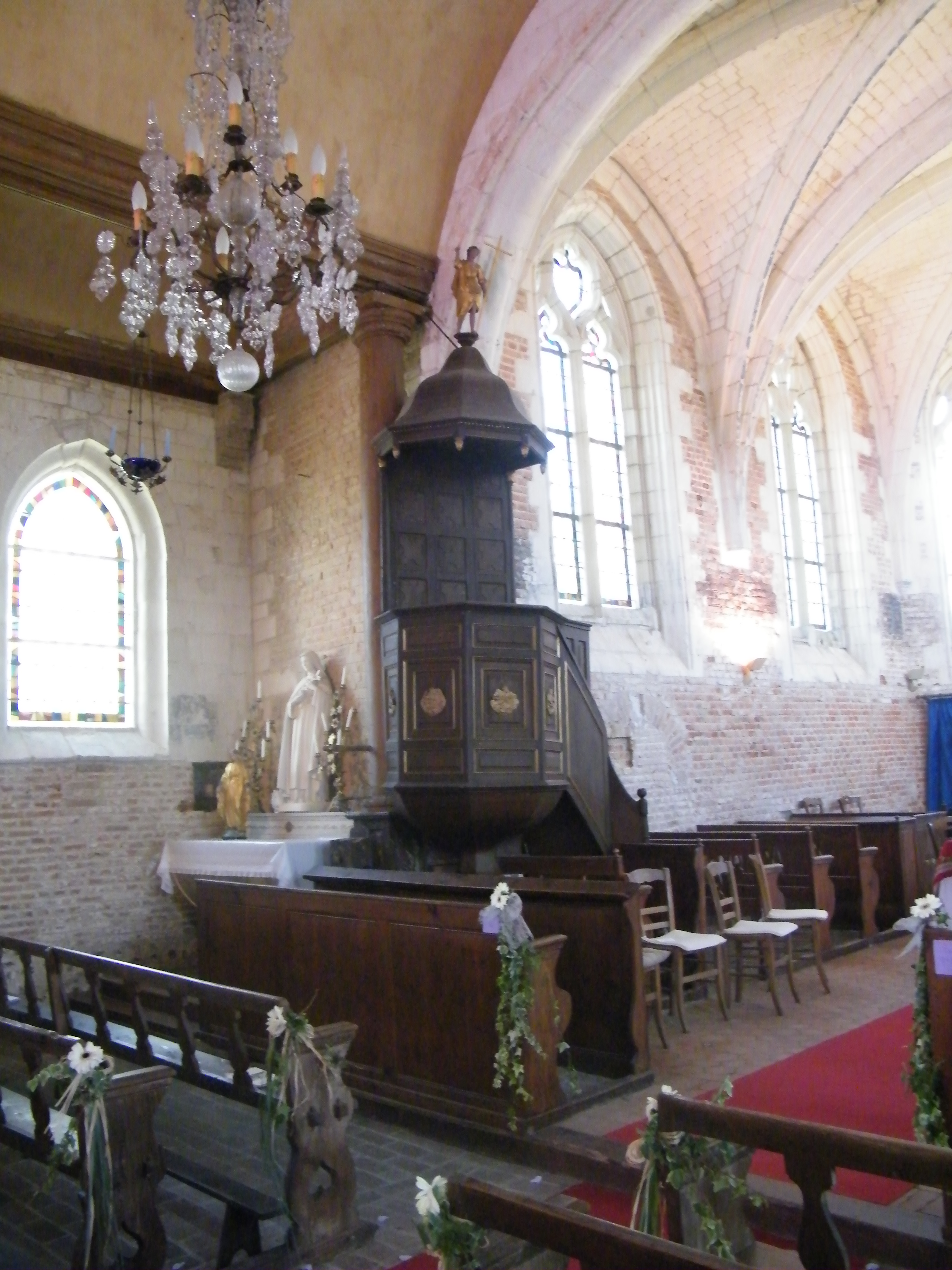
Chaire.
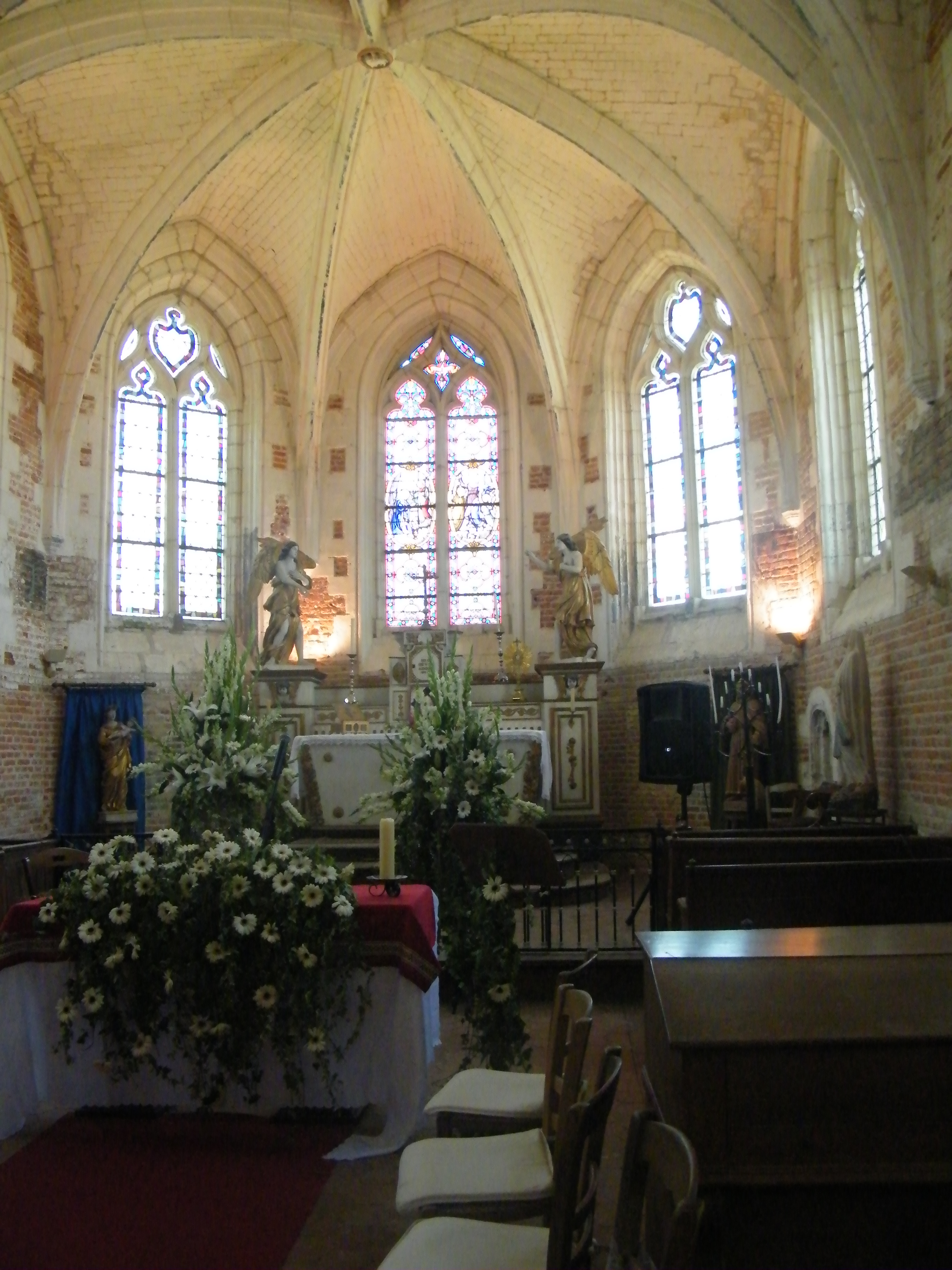
Vue de l'intérieur.
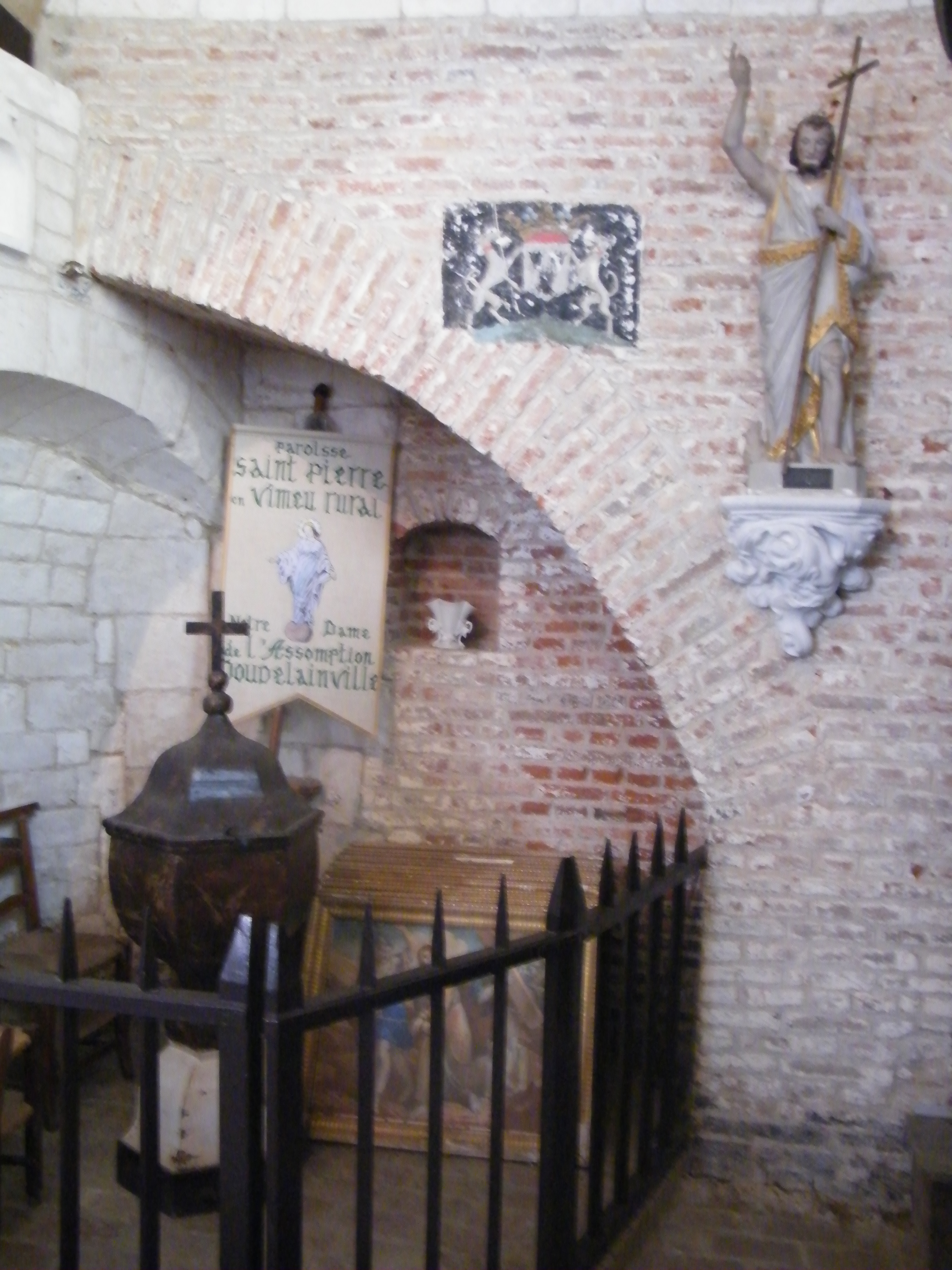
Baptistère.
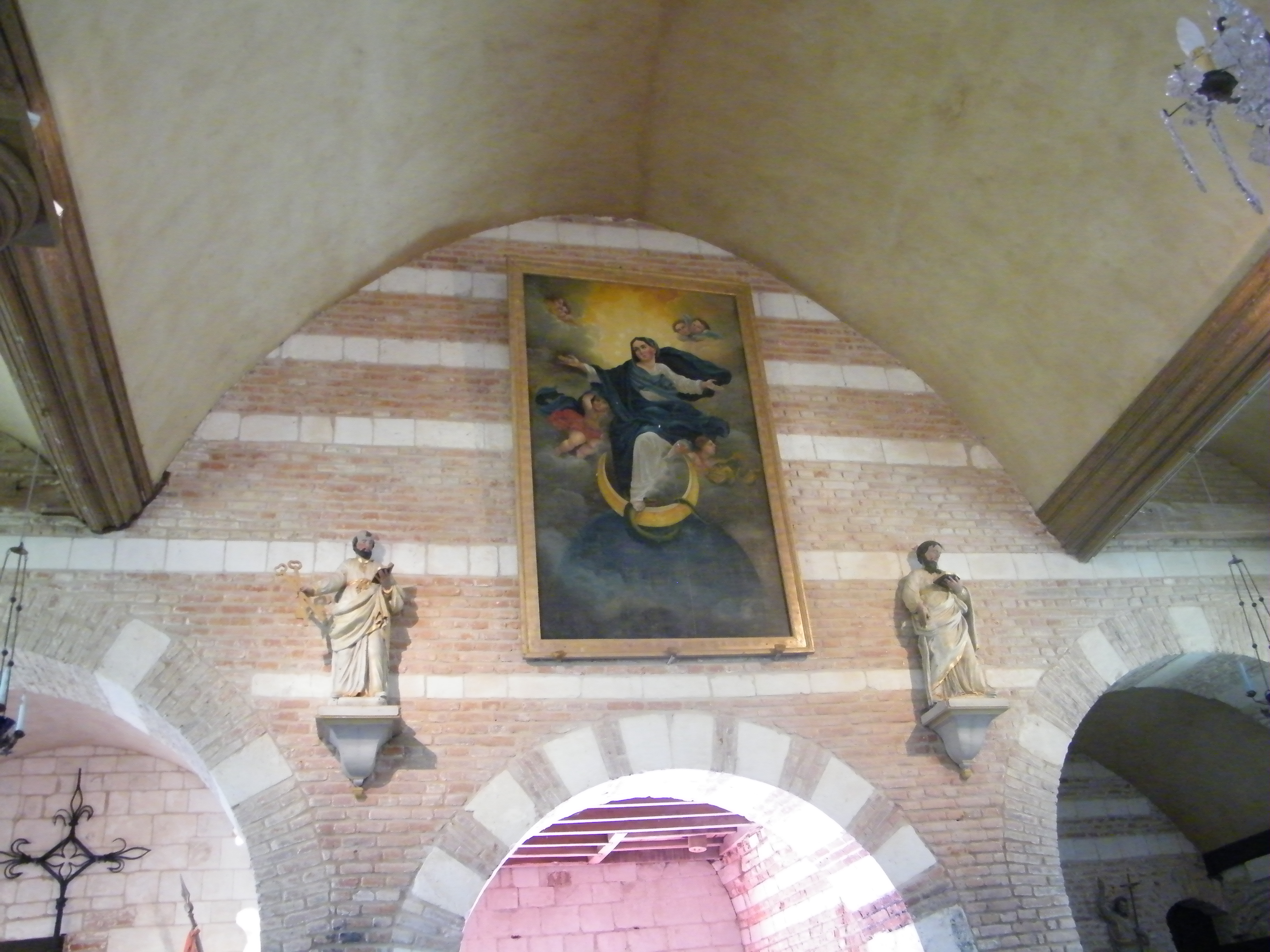
Tableau.